# ماوگوژاتا زایاژکوفسکا
ماوگوژاتا زایاژکوفسکا (لهستانی: Małgorzata Zajączkowska؛ زادهٔ ۳۱ ژانویهٔ ۱۹۵۶) بازیگر اهل لهستان است.
از فیلم‌ها یا برنامه‌های تلویزیونی که وی در آن نقش داشته است، می‌توان به تو خدایی، شال‌گردن زرد، حالا یا هرگز!، فرصت دوباره، ما همه مسیح هستیم، نشانه‌گذاری‌شده، ۲ ایکس‌ال، از سرزمینی دور، بازدید، اجاره‌نشین‌ها، تیم، یانوشیک: روایتی واقعی، مأموریت افغانستان، قانون حقیقی، پدر متیو، هتل ۵۲، دانتون و دوستان اشاره کرد.